# Coppa del Portogallo 1979-1980 (hockey su pista)
La Coppa del Portogallo 1979-1980 è la 7ª edizione della principale coppa nazionale portoghese di hockey su pista. Il torneo è stato vinto dal Benfica per la quarta volta nella sua storia.

## Risultati

### Ottavi di finale
| Squadra 1   | Totale  | Squadra 2        | Andata | Ritorno |
| ----------- | ------- | ---------------- | ------ | ------- |
| Académica   | 4 - 17  | Sanjoanense      | 2 - 6  | 2 - 11  |
| Carvalhos   | 7 - 18  | Sesimbra         | 3 - 8  | 4 - 10  |
| Coimbra     | 6 - 18  | Valongo          | 5 - 6  | 1 - 12  |
| Estremoz    | 5 - 9   | Oeiras           | 2 - 5  | 3 - 4   |
| Oliveirense | 11 - 10 | Alenquer Benfica | 9 - 5  | 2 - 5   |
| Paço de Rei | 2 - 15  | Benfica          | 1 - 6  | 1 - 9   |
| Parede      | 2 - 5   | Porto            | 2 - 5  | n.d.    |
| Sporting CP | 12 - 4  | Paço de Arcos    | 9 - 4  | 3 - 0   |

### Quarti di finale
| Squadra 1   | Totale | Squadra 2   | Andata | Ritorno |
| ----------- | ------ | ----------- | ------ | ------- |
| Oeiras      | 6 - 8  | Porto       | 2 - 5  | 4 - 3   |
| Oliveirense | 14 - 8 | Valongo     | 9 - 3  | 5 - 5   |
| Sanjoanense | 4 - 9  | Sporting CP | 1 - 4  | 3 - 5   |
| Sesimbra    | 2 - 6  | Benfica     | 2 - 2  | 0 - 4   |

### Semifinali
| Squadra 1   | Totale | Squadra 2   | Andata | Ritorno |
| ----------- | ------ | ----------- | ------ | ------- |
| Porto       | 4 - 9  | Benfica     | 3 - 3  | 1 - 6   |
| Sporting CP | 11 - 6 | Oliveirense | 6 - 2  | 5 - 4   |

### Finale
| Cascais 26 gennaio 1980 | Benfica | 1 – 0 | Sporting CP | Pavilhão do Dramático |